# 宗座聖安瑟莫學院
宗座聖安瑟莫學院（義大利語：Pontificio Ateneo Sant'Anselmo），又名聖安瑟莫宗座大學，位於義大利羅馬，是一所專門培養聖職人員的天主教宗座大學。宗座聖安瑟莫學院以其禮儀學院為著名，教學科目為神學，禮儀學及詮釋學。學院命名取自坎特伯雷的安瑟莫。

## 概述
與宗座額我略大學，宗座傳信大學等羅馬聖座大學重點培育華人神職人員。優秀者不僅有可能會成為紅衣主教、總主教等接班人。而普遍的神父來說不用一定經由聖座大學培育。

## 外部連結
- 宗座聖安瑟莫學院首頁（页面存档备份，存于） （意大利文）